# L'Une et l'Autre

L'Une et l'Autre est un film français réalisé par René Allio sorti en 1967.

## Synopsis
Une comédienne, qui vit depuis sept ans avec un photographe, voudrait rompre sans pouvoir le dire. Elle envoie sa sœur qu'elle admire pour son indépendance, annoncer la nouvelle à son amant.

## Fiche technique
- Titre : L'Une et l'Autre
- Réalisation, scénario et dialogues : René Allio
- Production : Ancinex (Nicole Stéphane)
- Décors : Jean-Jacques Fabre
- Directeur de la photographie : Jean Badal
- Son : Bernard Ortion
- Musique : Serge Gainsbourg
- Assistant réalisateur : Nicolas Ribowski
- Genre : Drame
- Pays de production :  France
- Durée : 90 minutes
- Date de sortie en salles : 
  - États-Unis : octobre 1967
  - France : 15 novembre 1967[1]

## Distribution
- Malka Ribowska : Anne
- Marc Cassot : Julien
- Philippe Noiret : André
- Claude Dauphin : Serebriakov
- Françoise Prévost : Simone
- Christian Alers : Remoulin
- Michel Robin